# آسیاب یحیی
آسیاب یحیی، یک آبادی از توابع مرکزی شهرستان کرمان در استان کرمان است.